# Chevon Troutman
Chevon Stephen Ray Troutman (Williamsport, Pensilvania, 25 de noviembre de 1981) es un exjugador de baloncesto estadonundense. Con 2,02 metros de estatura, jugaba en la posición de ala-pívot.

## Trayectoria deportiva

### Universidad
Jugó cuatro temporadas con los Panthers de la Universidad de Pittsburgh, en las que promedió 10,3 puntos, 5,7 rebotes, 1,3 asistencias y 1,1 robos de balón por partido. En 2003 fue incluido en el tercer mejor quinteto de la Big East Conference, mientras que en su última temporada, en 2005, lo fue en el primer equipo.

### Profesional
Tras no ser elegido en el Draft de la NBA de 2005, ese mismo verano se trasladó a la República Dominicana, donde jugó partidos con el CDP Domingo Paulino Santiago y los Metros de Santiago de la LNB. Fue elegido por los Albany Patroons en el draft de la CBA, pero acabó fichando por el Basket Livorno italiano, donde jugó una temporada en la que promedió 15,0 puntos y 7,2 rebotes por partido.
En 2006 fichó por el ASVEL Lyon-Villeurbanne francés, donde jugó tres temporadas, consiguiendo un título de liga en 2009 y otro de copa el año anterior. Su mejor temporada fue la segunda, en la que promedió 14,6 puntos y 6,5 rebotes por partido.
En 2009 regresó a la liga italiana al fichar por el Scandone Avellino, donde en su primera temporada promerió 12,7 puntos y 7,8 rebotes por partido. En julio de 2010, tras un accidente leve de tráfico, él y su compañero de equipo Dee Brown pasaron una noche en prisión tras golpear e insultar a un policía, siendo acusaso este último también de dar positivo en alcohol. Poco después, Brown negó los hechos y acusó al policía de excederse y de golpearles sin motivo tras el accidente. A pesar del incidente, Troutman renovó por una temporada, pero en enero de 2011 sufrió una grave lesión en el ligamento cruzado anterior de la rodilla derecha, que le dejó fuera para el resto de la temporada.
En octubre de 2011 se anunció su ficheje por el Bayern de Múnich alemán,  a pesar de que el Scandone Avellino aseguraba que Troutman no tenía la carta de libertad de su equipo, y por tanto seguía perteneciendo a la escuadra italiana, pero finalmente se quedó en el equipo alemán. En su primera temporada en el conjunto bávaro promedió 13,6 puntos y 7,0 rebotes por partido, lo que propició que el club le renovara por dos temporadas más. En su segunda temporada mantuvo sus números, pero en la tercera cayeron hasta los 6,9 puntos y 5,0 rebotes por encuentro, que hicieron que no fuese renovado.
En julio de 2015 regresó a la liga francesa al firmar con el Orléans Loiret Basket, aunque no empezó con buen pie, ya que nada más comenzar la temporada, una lesión en el codo le dejó dos meses fuera de las pistas. Tras recuperarse, acabó la temporada promediando 9,4 puntos y 5,1 rebotes por partido.
En noviembre de 2016 fichó por el Club de Regatas Corrientes de la Liga Nacional de Básquet de Argentina.